# دوبنیتسا (سینیتسا)
دوبنیتسا (به صربی: Dubnica) یک منطقهٔ مسکونی در صربستان است که در سینیتسا واقع شده‌است. دوبنیتسا ۳۸۰ نفر جمعیت دارد.